# Федір Виговський
 Федір (Теодор) Виговський (до 1610 — після 1665) — український суддя, дипломат доби Гетьманщини. Походив із Виговських — старовинного роду української православної шляхти. Брат Гетьмана України Івана Виговського. Вихованець Києво-Могилянської академії. Один із авторів Гадяцького договору 1658 з Річчю Посполитою.

## Біографія
Разом з батьком Остапом Виговським, єпископом Луцьким і Острозьким Ісакієм Борискевичем, єпископом Турівським і Пінським Авраамієм Стагонським, іншими українськими шляхтичами та церковними діячами 30 або 31 грудня 1631 від імені Київського братства підписав угоду з архімандритом Києво-Печерської Лаври Петром (Могилою) про об'єднання шкіл Києво-Печерської Лаври та Київського братства (як Остап Виговський, так і Федір підписали документ не польською, а українською мовою).
Освіту, як і його брати, здобув у Києво-Могилянській Академії.
Під час Національно-визвольної війни українського народу 1648–1658 виконував важливі дипломатичні доручення гетьманського уряду. Зокрема, в середині 1657 за дорученням Богдана Хмельницького разом з Павлом Тетерею відвідав Московію. Після 1657 входив до близького оточення Гетьмана Івана Виговського, виконуючи переважно завдання, пов'язані з дипломатичною діяльністю.
Брав активну участь у розробці й прийнятті Гадяцького договору 1658 з Річчю Посполитою. За дорученням Гетьмана кілька разів відвідав Варшаву, в тому числі під час ратифікації угоди польським сеймом (квітень 1659).
Згідно Гадяцької угоди, від польського короля Яна II Казимира отримав підтвердження шляхетських прав і маєток у Стеблеві, що негативно сприйняли рядові козаки.
1664 року обраний шляхетським зібранням Київщини на посаду київського гродського чи земського судді. Пожертвував Хрестовоздвиженській церкві в Вигові 2000 злотих